# Scoglio Pignolta
Lo scoglio Pignolta è un'isola italiana appartenente all'arcipelago delle isole Pelagie, in Sicilia.
Amministrativamente appartiene a Lampedusa e Linosa, comune italiano della provincia di Agrigento.
Si tratta di uno scoglio sito di fronte alla punta Parise dell'isola di Lampedusa.